# 메트포르민
메트포르민(metformin은 바이구아니드계(biguanides) 경구용 당뇨병치료제이다. 혈당개선효과가 있으나 심혈관질환을 예방하는 효과는 증거가 아직 제한적이다. 작용기전의 하나로 간에서 AMP-activated protein kinase (AMPK)를 활성화함으로써 포도당신생합성을 막고, 세포에 포도당이 흡수되는 것을 촉진하고, 대사증후군을 억제한다.
이 약물은 2형 당뇨병 치료에 1차 약물로 사용되며, 특히 정상 신기능을 가지는 과체중 혹은 비만 환자에게 사용된다. 하지만 임신한 여성에게는 안전성의 문제로 사용이 제한된다. 메트포르민은 다낭성 난소 증후군 치료에도 사용되며 다른 적응증도 연구 중이다.
이 바이구아니드계 약물은 1920년대 유럽에서 개발되었으나 인슐린때문에 관심이 줄었다가 다시 각광을 받고 있다.

## 작용 기전
메트포르민은 간에서의 포도당 생산을 억제함으로써 고혈당 상태에서 혈당을 낮춘다. 일반적으로 2형 당뇨병 환자는 정상적인 사람보다 3배 정도 많이 포도당을 생산하는데, 매트포르민 요법은 과다한 포도당 생산을 3분의 1정도로 낮춰 정상 수준이 되게 한다.
매트포르민의 작용기전은 정확하게 밝혀지지는 않았으나, 1) 미토콘드리아에서 일어나는 세포호흡을 억제하고 2) AMPK를 활성화시키며, 3) 글루카곤에 의해 유도되는 cAMP(Cyclic adenosine monophosphate)의 농도 상승을 막아 결과적으로 PKA(Protein kinase A)의 활성을 억제하고 4) 장내의 정상세균총(gut flora)에도 영향을 준다고 알려져있다.
AMPK는 인슐린이 작용하는데 중요한 역할을 하는 효소이다. AMPK가 활성화되면 포도당을 세포내로 흡수하는 GLUT4(glucose transporter 4)의 수가 증가한다. GLUT4는 포도당 수송체(glucose transporter)의 하나이며 횡문근세포와 지방세포에 주로 발현되어있다. 인슐린이 인슐린 수용체와 결합하면 GLUT4는 포도당을 세포내로 흡수하므로 혈중에 있는 포도당의 농도가 감소한다.